# University of Wollongong
Die University of Wollongong, kurz UOW, ist eine Universität in Wollongong im australischen Bundesstaat New South Wales.
Gegründet wurde die University of Wollongong im Jahre 1951 aus der New South Wales University of Technology (heute University of New South Wales) heraus, anfangs als Wollongong University College. Seit 1975 besteht die Hochschule unter der heutigen Bezeichnung.
Neben dem Hauptstandort Wollongong und dem Campus in Shoalhaven City hat die Hochschule Standorte in Bega, Batemans Bay, Nowra, Moss Vale und Sydney (Sydney Business School). Seit 1993 existiert eine Niederlassung, die University of Wollongong in Dubai (UOWD), in den Vereinigten Arabischen Emiraten.

## Rankings und Ansehen

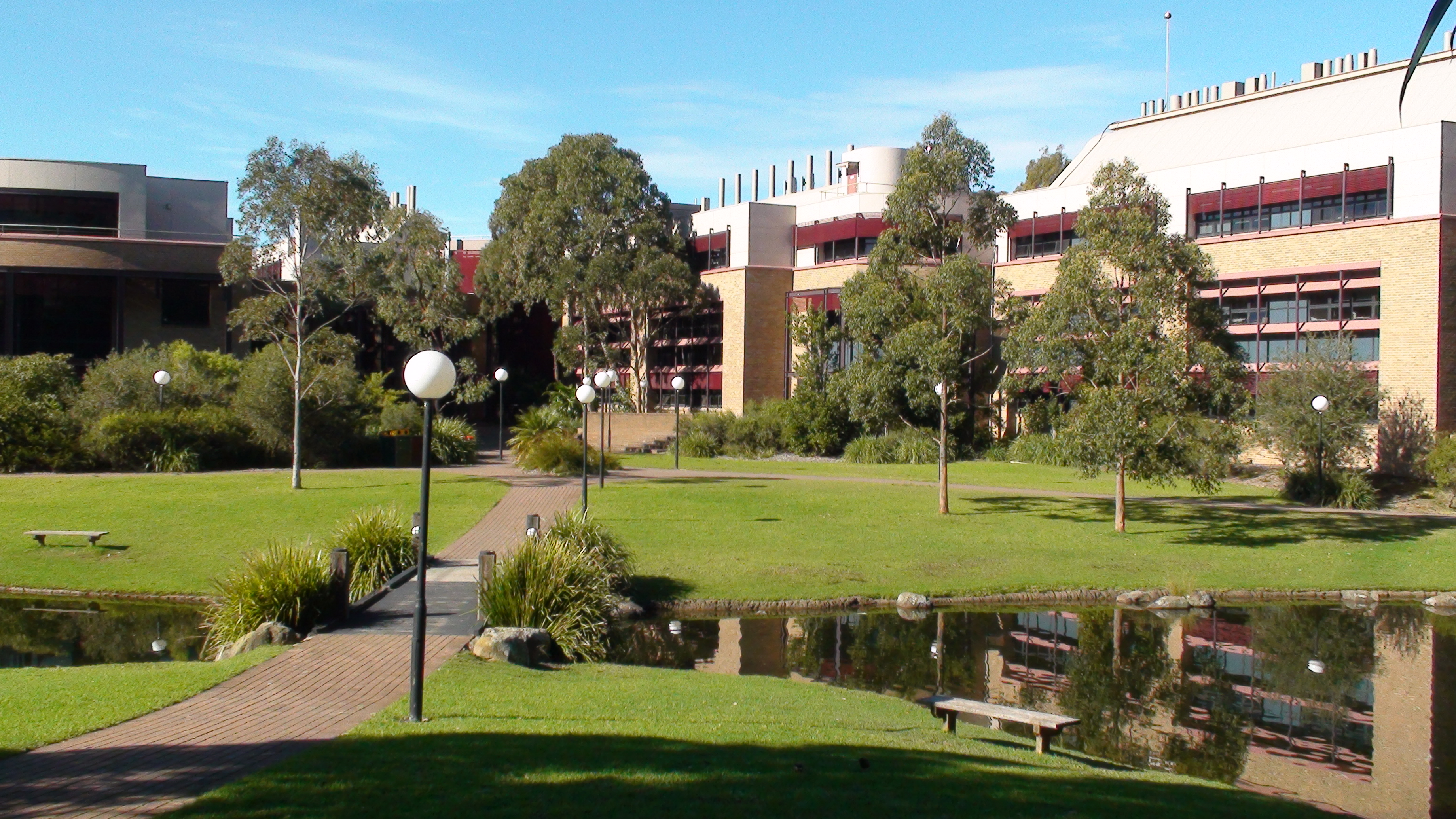
Gebäude der Universität Wollongong

Die University of Wollongong rangiert in den Times Higher Education Rankings weltweit innerhalb der Plätze 201–250 und in den QS World University Rankings auf Platz 212. Einzelne Fakultäten wie die Montaningenieurwesen und Materialwissenschaften rangieren in den obersten 100 Plätzen.
1999/2000 wurde die Universität mit dem Preis Outstanding Research and Development Partnerships und 2000/2001 mit dem Preis Preparing Graduates for the e-world ausgezeichnet.

## Zahlen zu den Studierenden
2020 waren an der University of Wollongong 33.364 Studierende eingeschrieben (2016: 32.938, 2017: 34.392, 2018: 34.328, 2019: 34.900). 22.835 davon (68,4 %) hatten noch keinen ersten Abschluss, 22.714 davon waren Bachelorstudenten. 9.492 (28,4 %) hatten bereits einen ersten Abschluss und 1.373 davon arbeiteten in der Forschung. 17.339 (52,0 %) waren weiblich und 16.011 (48,0 %) waren männlich.

## Fakultäten
- Kunstwissenschaften
- Handel und Betriebswirtschaft
- Schaffende Kunst
- Bildung
- Ingenieurwissenschaften
- Gesundheits- und Verhaltenswissenschaften
- Informatik
- Rechtswissenschaften
- Naturwissenschaften